# Моравска военноинспекционна област
Моравската област или Моравската военноинспекционна област е създадена със заповед от Кюстендил на 17 ноември 1915 г. на главнокомандващия Българската армия по време на Първата световна война генерал-майор Никола Жеков. Седалището ѝ е в град Ниш. 
В Моравската област са включени всички завладени територии от българската армия в Сърбия в границите ѝ до 1912 г., съгласно тайната българо-германска спогодба. Със заповедта до приключване на войната се обединяват в едно военните и граждански власти в моравските земи.
За началник на Моравската областна военна инспекция е назначен генерал-лейтенант Васил Кутинчев, а след неговото преминаване в запас - генерал-майор Александър Протогеров (1917 година) и полковник Петър Дървингов (от декември 1917 до февруари 1918 година). Областен управител в Ниш по това време е Иван Строгов.